# Ollie Palmer
Oliver James Palmer (nascido em 21 de janeiro de 1992) é um jogador de futebol profissional inglês que joga como atacante para o clube Wrexham da EFL League Two.

## Vida e educação
Nascido em Epsom, Surrey, Palmer apoiou Wimbledon quando criança, para quem seu avô Tony Wright jogou na década de 1950. Ele deixou de apoiar o clube após sua mudança para Milton Keynes, afirmando "Minha equipe era Wimbledon quando criança - mas eu não ia apoiar Milton Keynes Dons". Ele frequentou a Therfield School de 2003 a 2008.
Seu pai Andy serviu como oficial de proteção da Polícia Metropolitana para a família real, e foi o oficial de proteções pessoais O Príncipe de Gales" por 10 anos.

## Carreira
Palmer começou sua carreira no projeto universitário de Woking, embora por sua própria admissão, ele nunca frequentou a Faculdade real, trabalhando como um tecto em vez disso. Palmer foi selecionado para a Seleção Nacional de Colégios da Inglaterra em 2010, e mais tarde assinou um contrato com a Primeira equipa em agosto daquele ano. Palmer foi posteriormente emprestado ao outro clube da Conferência Sul, St Albans City, em novembro de 2010 e marcou um gol em cinco partidas. Ele terminou 2010-11 com dois gols em 20 partidas para Woking e assinou um novo contrato de um ano com o clube após o final da temporada.

### Havant & Waterlooville
Depois de ser chamado de volta de um período de empréstimo no Boreham Wood, Palmer assinou para o outro clube da Conferência Sul, Havant & Waterlooville, permanentemente em setembro de 2011. Após sete gols em cinco partidas, o Charlton Athletic da Liga Um estava interessado em assiná-lo. Palmer terminou 2012-13 como o melhor goleiro conjunto da Conferência Sul com 25 gols em 42 partidas e também foi nomeado Jogador do Ano.

### Mansfield Town
Palmer assinou com o recém-promovido clube da Liga Dois Mansfield Town em 2 de agosto de 2013 em um contrato de dois anos por uma taxa não revelada. Ele estreou um dia depois como Substituto no 61o minuto em uma derrota por 2-0 para o Scunthorpe United e marcou seu primeiro gol em uma vitória por 1-0 para o Wycombe Wanderers em 17 de agosto.
Em 5 de janeiro de 2015, Palmer juntou-se ao clube da Conferência Premier Grimsby Town em um empréstimo inicial de um mês. Ele marcou em sua estreia em casa para os líderes da liga Barnet em 17 de janeiro, marcando o primeiro gol de Grimsby em uma vitória de 3-1. O empréstimo de Palmer em Grimsby foi estendido em 30 de janeiro até o final da temporada. Ele perdeu um mês devido a uma lesão no hamstring, marcando em seu retorno com o primeiro jogo fora do ex-clube Woking em 7 de março, que terminou como uma vitória de 2-1. Palmer marcou um brace na segunda etapa da semifinal do play-off contra Eastleigh, o primeiro vindo no minuto 35 e o segundo vindo no 71o minuto, o que fez com que a pontuação fosse 3-0, o que significa que Grimsby ganhou a empatia 5-1 em geral. Ele começou na final de play-offs da Conferência Premier de 2015 no Estádio de Wembley em 17 de maio de 2015, que terminou em empatia de 1-1 após o Tempo extra, mas Grimsby perdeu o penalty shoot-out subsequente 5-3 para o Bristol Rovers.

### Leyton Orient
Em 6 de julho de 2015, Palmer assinou com o clube da Liga Dois, Leyton Orient, por uma taxa não revelada em um contrato de dois anos. Ele estreou no dia de abertura de 2015-16 em uma vitória de 2-0 em casa para o Barnet, tendo entrado na partida como substituto no minuto 89 e marcado seu primeiro gol depois de ser introduzido como substitutor no minuto 76 em uma vitoria de 3-0 em casa contra o Stevenage em 18 de agosto.
Em 31 de janeiro de 2017, Palmer juntou-se ao clube da Liga Dois Luton Town em empréstimo até o final da temporada 2016-17. Ele estreou quatro dias depois em um empate de 1-1 para o ex-clube de empréstimo Grimsby Town, tendo entrado na partida como substituto no minuto 58. Depois de entrar como substituto no minuto 73, Palmer marcou seu primeiro gol para Luton com o terceiro gol em uma vitória 3-0 em casa para o Hartlepool United em 14 de fevereiro. Tendo entrado na derrota de 3-2 de Luton para o Blackpool na primeira etapa da semifinal de play-off em 14 de maio como substituto no 86o minuto, Palmer foi um substituto não usado na segunda etapa quatro dias depois, o que resultou em um empate de 3-3 e uma derrota de 6-5 no agregado. Ele completou o período de empréstimo com 18 aparições e três gols.[2]

### Lincoln City
Em 26 de junho de 2017, Palmer assinou um contrato de dois anos com o recém-promovido clube da Liga Dois, Lincoln City. Ele marcou seu primeiro gol para Lincoln em um empate do Trofeo EFL contra Mansfield Town em 29 de agosto. Palmer apareceu como substituto no minuto 63 quando Lincoln venceu Shrewsbury Town 1-0 no Estádio Wembley na Final do troféu EFL de 2018 em 8 de abril de 2018, tendo sido nomeado na equipe do torneio antes da partida.

### Crawley Town
Palmer assinou para o outro clube da Liga Dois, Crawley Town, em 27 de junho de 2018, em um contrato de dois anos por uma taxa nominal. Em fevereiro de 2019, Palmer pediu desculpas depois que ele e seu companheiro de equipe Dominic Poleon publicaram um vídeo online zombando das instalações de treinamento e dos colegas de equipe de Crawley. Ele deixou o clube no verão de 2020 após a expiração de seu contrato.

### AFC Wimbledon
Palmer se juntou ao clube da Liga Um, AFC Wimbledon, em 7 de agosto de 2020. Ele assinou um contrato de dois anos, com um terceiro ano automaticamente desencadeado se um certo número de aparições fosse cumprido. Ele marcou seu primeiro gol para Wimbledon em uma derrota por 2-1 para Lincoln City em 2 de janeiro de 2021.

### Wrexham
Palmer assinou para o Wrexham, então um clube da National League, em 24 de janeiro de 2022 em um contrato de três anos e meio por uma taxa de registro do clube de £ 300.000.

### Hollywood
Palmer fez sua estréia cinematográfica no filme Marvel Cinematic Universe Deadpool & Wolverine (2024).

## Estatísticas de carreira
- Atualizado até match played 27 April 2024

| Clube                       | Temporada         | Liga                             | Liga       | Liga      | Copa da FA | Copa da FA | Copa da Liga | Copa da Liga | Outros              | Outros    | Total      | Total     |
| Clube                       | Temporada         | Divisão                          | Aplicações | Objetivos | Aplicações | Objetivos  | Aplicações   | Objetivos    | Aplicações          | Objetivos | Aplicações | Objetivos |
| --------------------------- | ----------------- | -------------------------------- | ---------- | --------- | ---------- | ---------- | ------------ | ------------ | ------------------- | --------- | ---------- | --------- |
| Woking                      | 2010–11           | Conferência Sul                  | 19         | 2         | 0          | 0          | - Não .      | - Não .      | 1[alfa inferior 1]  | 0         | 20         | 2         |
| St Albans City (empréstimo) | 2010–11           | Conferência Sul                  | 3          | 0         | - Não .    | - Não .    | - Não .      | - Não .      | 2[alfa inferior 2]  | 1         | 5          | 1         |
| Boreham Wood (empréstimo)   | 2011–12           | Conferência Sul                  | 7          | 1         | - Não .    | - Não .    | - Não .      | - Não .      | - Não .             | - Não .   | 7          | 1         |
| Havant & Waterlooville      | 2011–12           | Conferência Sul                  | 27         | 12        | 0          | 0          | - Não .      | - Não .      | 0                   | 0         | 27         | 12        |
| Havant & Waterlooville      | 2012–13           | Conferência Sul                  | 42         | 25        | 0          | 0          | - Não .      | - Não .      | 2[alfa inferior 2]  | 0         | 44         | 25        |
| Havant & Waterlooville      | Total             | Total                            | 69         | 37        | 0          | 0          | - Não .      | - Não .      | 2                   | 0         | 71         | 37        |
| Mansfield Town              | 2013–14           | Liga 2                           | 38         | 4         | 3          | 1          | 1            | 0            | 1[alfa inferior 3]  | 0         | 43         | 5         |
| Mansfield Town              | 2014–15           | Liga 2                           | 16         | 1         | 4          | 1          | 0            | 0            | 1[alfa inferior 3]  | 0         | 21         | 2         |
| Mansfield Town              | Total             | Total                            | 54         | 5         | 7          | 2          | 1            | 0            | 2                   | 0         | 64         | 7         |
| Grimsby Town (empréstimo)   | 2014–15           | Conferência de Primeira-ministra | 13         | 6         | - Não .    | - Não .    | - Não .      | - Não .      | 5[alfa inferior 4]  | 2         | 18         | 8         |
| Leyton Orient               | 2015–16           | Liga 2                           | 45         | 7         | 3          | 2          | 1            | 0            | 1[alfa inferior 3]  | 0         | 50         | 9         |
| Leyton Orient               | 2016–17           | Liga 2                           | 20         | 5         | 1          | 0          | 1            | 0            | 1[alfa inferior 5]  | 0         | 23         | 5         |
| Leyton Orient               | Total             | Total                            | 65         | 12        | 4          | 2          | 2            | 0            | 2                   | 0         | 73         | 14        |
| Luton Town (empréstimo)     | 2016–17           | Liga 2                           | 17         | 3         | - Não .    | - Não .    | - Não .      | - Não .      | 1[alfa inferior 6]  | 0         | 18         | 3         |
| Lincoln City                | 2017–18           | Liga 2                           | 45         | 8         | 1          | 0          | 1            | 0            | 10[alfa inferior 7] | 3         | 57         | 11        |
| Crawley Town                | 2018–19           | Liga 2                           | 40         | 14        | 2          | 2          | 0            | 0            | 1[alfa inferior 5]  | 0         | 43         | 16        |
| Crawley Town                | 2019–20           | Liga 2                           | 28         | 13        | 1          | 1          | 4            | 0            | 0                   | 0         | 33         | 14        |
| Crawley Town                | Total             | Total                            | 68         | 27        | 3          | 3          | 4            | 0            | 1                   | 0         | 76         | 30        |
| AFC Wimbledon               | 2020–21           | Liga Um                          | 23         | 5         | 2          | 0          | 0            | 0            | 2                   | 0         | 27         | 5         |
| AFC Wimbledon               | 2021–22           | Liga Um                          | 18         | 5         | 3          | 3          | 3            | 0            | 1                   | 0         | 25         | 8         |
| AFC Wimbledon               | Total             | Total                            | 41         | 10        | 5          | 3          | 3            | 0            | 3                   | 0         | 52         | 13        |
| Wrexham                     | 2021–22           | Liga Nacional                    | 21         | 15        | - Não .    | - Não .    | - Não .      | - Não .      | 1[alfa inferior 8]  | 0         | 22         | 15        |
| Wrexham                     | 2022–23           | Liga Nacional                    | 45         | 17        | 1          | 0          | - Não .      | - Não .      | 4[alfa inferior 9]  | 1         | 50         | 18        |
| Wrexham                     | 2023–24           | Liga 2                           | 39         | 7         | 3          | 1          | 2            | 0            | 2[alfa inferior 5]  | 0         | 46         | 8         |
| Wrexham                     | Total             | Total                            | 105        | 39        | 4          | 1          | 2            | 0            | 7                   | 1         | 118        | 41        |
| Total de carreira           | Total de carreira | Total de carreira                | 506        | 150       | 24         | 11         | 13           | 0            | 36                  | 7         | 579        | 168       |

## Honras
Lincoln City
- Trofeo EFL: 2017-18[27]

Wrexham
- Finalista da EFL League Two: 2023-24[38]
- Liga Nacional: 2022-23[39]
- FA Trophy: subcampeão: 2021-22[40]

Indivíduais
- Jogador do ano da Conferência Sul: 2012-13[10]
- Conferência Sul Botão de Ouro: 2012-13 [1][10]
- Equipa do troféu EFL do torneio: 2017-18[28]